# Wormington
Wormington – wieś w Anglii, w hrabstwie Gloucestershire, w dystrykcie Tewkesbury, w civil parish Dumbleton. Leży 14,6 km od miasta Tewkesbury, 26,9 km od miasta Gloucester i 140,7 km od Londynu. W 1931 roku civil parish liczyła 67 mieszkańców. Wormington jest wspomniana w Domesday Book (1086) jako Wermentun.